# Nicolau de Romania
Nicolau de Romania, príncep de Romania (Sinaia 1903 – Madrid 1978). Príncep de Romania amb el tractament d'altesa reial que exercí de regent entre els anys 1927 i 1930.
Nascut a la residència familiar de Sinaia el dia 5 d'agost de 1903, Nicolau era fill del rei Ferran I de Romania i de la princesa Maria del Regne Unit. Nicolau era net per via paterna del príncep Leopold de Hohenzollern-Sigmaringen i de la infanta Antònia de Portugal i per via materna ho era del príncep Alfred del Regne Unit i de la gran duquessa Maria de Rússia.
Ja l'any 1918 les autoritats romanesos proposaren al príncep Nicolau assumí el títol de príncep hereu de Romania arran del matrimoni de l'hereu, el futur rei Carles II de Romania, amb la ciutadana russa Zizi Lambrino. Finalment, el matrimoni de Carles i Zizi Lambrino s'anul·là i Nicolau no esdevingué hereu al tron romanès.
L'any 1927 amb la mort del rei Ferran I de Romania assumeix el tron el rei Miquel I de Romania, fill de Carles II de Romania i de la princesa Helena de Grècia. Miquel assumí el tron a l'edat de 6 anys, ja que pocs mesos abans el seu pare havia fugit del país amb la seva amant de torn, Magda Lupescu. Immediatament després, Nicolau fou cridat a Bucarest per assumir un paper destacat a la regència de Miquel.
Durant la dècada de 1920, Nicolau havia ingressat a la Royal Navy desenvolupant una destacada carrera militar a l'Armada britànica. El 1927 aquesta formació es veié truncada i hagué de retornar ràpidament a Bucarest. Al llarg de la regència el seu paper fou escàs a causa del desinterès que sentia per la política. Intentà una política de continuïtat donant el seu suport al PNL (Partit Nacional Liberal) i marginant de la vida política al PNT (Partit Nacional dels Treballadors).
Durant la Regència, el príncep Carles treballà al costat del PNT per tal de recuperar el poder i actuar en contra de la regència. Durant els tres anys de treball que van des de 1927 fins a 1930 s'ha qualificat el govern d'inoperant perquè:’’el príncep fumava, Sarateanu llegia i el capellà només intentava la reconciliació’’.
El 8 de juny de 1930 Carles II retornava al país i assumia el control sense cap oposició de la Regència. Nicolau acompanyà el seu germà al Palau de Cotroceni i s'assegurà que el Parlament votés l'anul·lació de la legislació que apartava a Carles II del poder.
Malgrat tot, les relacions cordials entre Carles i Nicolau duraren poc. Nicolau pretengué casar-se amb Ioana Dumitrescu-Doletti, una dona divorciada, però Carles no donà el consentiment previ necessari i encoratjà al seu germà a casar-se sense consentiment assegurant-li que ho acceptaria com un fet consumat sense cap més conseqüència. Ara bé, un cop celebrada la unió, el rei no acceptà al casament, desposseí a Nicolau del tractament d'altesa reial i de príncep i l'envià a l'exili. Nicolau s'instal·là primer a Espanya i després a Suïssa. El 1942 seria reconegut com a príncep de Hohenzollern amb el tractament d'altesa reial.
Anys després, Nicolau es casà de nou. Així, el juny de 1967 contragué matrimoni amb la ciutadana brasilera Tereza Lisboa Figueira de Mello. De cap dels dos matrimonis va tenir descendència.
Entre 1927 i 1930 rebé les següents condecoracions:
- Cavaller de l'Orde de Ferran I de Romania.
- Lloctinent honori de la Marina Britànica.
- Gran Creu de la Sobirana Orde de Malta.
- la Legió d'Honor.
- la Gran Creu de l'Orde de Leopold I de Bèlgica.
- l'Orde del Lleó Blanc de Txecoslovàquia.
- l'Orde de l'Estrella de Karadorde de Iugoslàvia.
- l'Orde de l'Àguila Blanca de Polònia.